# Brera Akadémia
A Brera Képzőművészeti Akadémia, más néven Brera Akadémia olasz állami egyetem, amelynek székhelye a milánói Palazzo di Brera, a via Brera 28. sz. alatt.

## Története
Az Akadémiát 1776-ban alapította Ausztriai Mária Terézia azzal a céllal, hogy „elvegye a képzőművészet oktatását magánkézművesektől és művészektől, hogy azt nyilvános felügyeletnek és ítéletnek vesse alá”. A császárnő terve egy kulturális központ létrehozását irányozta elő a 17. századi Palazzo di Brera körül (amely 1773-ban ment át köztulajdonba), beleértve az Akadémia mellett a Lombard Tudományos és Irodalmi Intézetet, a Brerai Nemzeti Könyvtárat, a Csillagászati Központot. Csillagvizsgálót és a Botanikus kertet. A munkát Giuseppe Piermarini építészre bízták, aki ugyanabban az évben megszervezte az Akadémia első építészeti tanszékét.

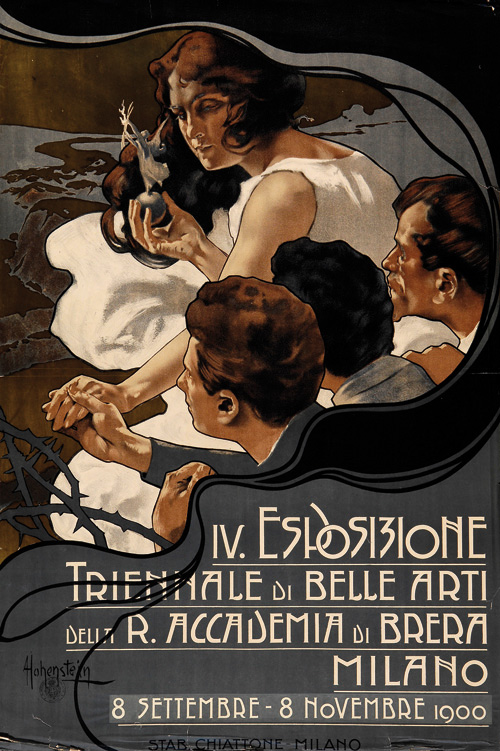
Reklámplakát a IV. Triennálé Kiállításhoz (1900)

1803-ban a művészeti oktatás általános átszervezésének részeként megreformálták az Akadémiát; megalakult a harminc tagból álló tudományos tanács, amely kibővítette és meghatározta az alábbi tantárgyakat: építészet, festőművészet, szobrászat, ornamentika, rézmetszet, perspektíva, művészi anatómia és alakelemek. Két évvel később megkezdődtek az éves kiállítások; az Akadémia hallgatói meg más olasz és európai művészek munkái bemutatására.
1809-ben, hogy a Palazzo di Brera építészeti komplexumát új funkciójához igazítsák, lebontották a brerai Santa Maria-templom 14. századi homlokzatát, a pisai Giovanni di Balduccio alkotását .
1859-ben, III. Napóleon francia császár milánói látogatása alkalmából felállítottàk I. Napóleon bronzszobrát a béketeremtő Mars képében, amelyet Eugène de Beauharnais megbízásából 1807-ben, Rómában öntöttek Antonio Canova modellje alapján.
1863-ban a Régészeti Múzeumot leválasztották, majd 1882-ben a Pinacoteca di Brerát (képtár) is, miközben eredeti helyükön maradtak.
1891-ben az Építészeti Iskolát leválasztották az Akadémiáról; 1923-ban, a Gentile-reformmal megalakult a művészeti iskola. Azokban az években a szobrásziskolát Adolfo Wildt vitte (Francesco Messina és Marino Marini őt követték), akinek tanítványai között volt Lucio Fontana és Fausto Melotti, míg a freskó tanszéket Achille Funi számára hozták létre. 1931-ben az Építész iskola beolvadt a Milánói műszaki egyetembe.[forrás?]
1919-ben I. Albert belga király végrendeletileg megörökölte az olaszországi Comói-tóban fekvő Comacina-szigetet, amit a következő évben az olasz államnak adományozott. Az koncesszióba adta a Brera Akadémiának, hogy művészek nyaralótelepévé tegye. 1939-ben Pietro Lingeri terve alapján három villa épült erre a célra.
Második világháborús bezárását követően az Akadémia újranyitotta kapuit közfelkiáltással Aldo Carpi vezetésével, Guido Ballo művészettörténész professzorral, Alik Cavaliere és Andrea Cascella szobrászokkal, valamint Mauro Reggiani, Domenico Cantatore, Pompeo Borra és Domenico Purificato festőkkel.

## Az Akadémia udvara és a kiállított művek
Az Akadémia díszudvara téglalap alakú kereszt alaprajzú, amelynek hosszabb oldala 40 méter, az alsó pedig körülbelül 30 méteres; kétszintes karzat veszi körül; az alsó toszkán, a felső pedig jón ívekből oszloppárokon nyugszik. Ricchini utolsó alkotása, a Brera-udvar a dupla loggiával rendelkező lombard udvar tökéletes archetípusát képviseli, amelyet Pellegrini egy évszázaddal korábban a paviai Collegio Borromeóban már láthatott. Az udvar közepét Canova: Napóleon a béketeremtő Mars képében néven ismert bronz alkotása dominálja, amelyet 1810-ben Rómában öntöttek a Párizsból küldött márványszobor mintájára, és most Londonban állítják ki. A szobrot a milánói Palazzo del Senatóba szánták, és miután 1813-ban megérkezett az Akadémiára, 1836-ig egy raktárban állt, amikor is az Akadémia egyik termében állították ki, majd 1859-ben megtalálta jelenlegi helyét; 1864-ben avatták fel az új talapzaton, Luigi Bisi munkáján.
A boltívekben és az udvar falain számos szobor és emlékmű található az udvar bejáratától kezdve, ahol mindkét oldalon Luigi Canonica emlékműve (Raffaele Monti, 1846–1847), valamint egy Antonio Tantardininek. Az udvar boltívében ehelyett hat nagyméretű márványszobor található különböző szerzőktől, amelyek a tudomány és a művészet annyi nagy személyiségét képviselik; jobbról indulva Gabrio Piola (Vincenzo Vela, 1857); Pietro Verri (Innocenzo Fraccaroli, 1844); Luigi Cagnola (Benedetto Cacciatori, 1849); Carlo Ottavio Castiglione (Antonio Galli, 1855); Bonaventura Cavalieri (Giovanni Antonio Labus, 1844); Tommaso Grossi (V. Vela, 1858). 

## Az Akadémia öröksége

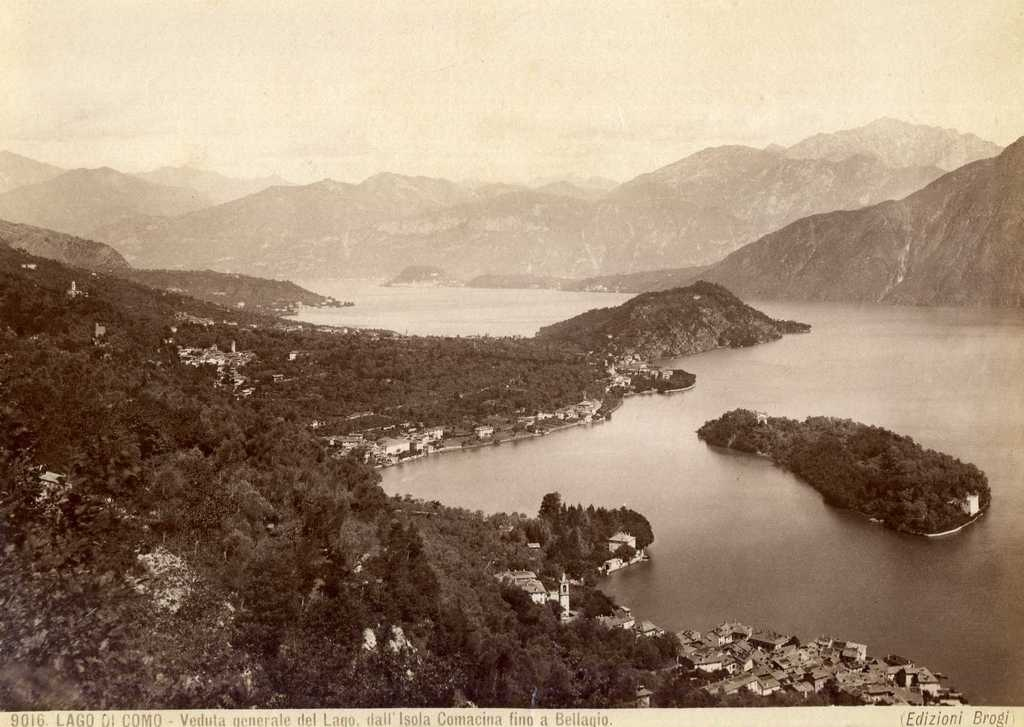
Kilátás a Comacina-szigetre a huszadik század első évtizedeiben

Az Akadémia ingatlan, művészeti és dokumentumfilmes örökséggel büszkélkedhet, amely a következőkből áll:
- Comacina-sziget, a Comói-tónál
- Gipszöntvények és -szobrok gyűjteménye
- Történelmi archívum
- Történelmi háttér
- Rajzok és nyomatok kabinetje
- Képkiállítás, képgaléria
- Fényképtár
- Kortárs művészeti könyvtár

## Bibliográfia
- AA. VV., Giovanni di Balduccio Architect in Brera, in History of Milan, Vol. V, Treccani degli Alfieri Alapítvány, Milánó, 1960
- Agosti C., Ceriana M., The Historical Collections of the Brera Academy, Quaderni di Brera Series, Ed. Centro Di, Milánó, 1997
- Maria Teresa Binaghi Olivari, a Brera Művészeti Galéria - Festmények a Santa Maria di Brera templomból, Ed.Bonechi, Firenze, 1983
- Nenci C. szerkesztette, The Memoirs of Giuseppe Bossi. Egy művész naplója Napóleoni Milánóban 1807-1815, Jaca Book, Milánó, 2004
- Angela Ottino Della Chiesa, A Brera Művészeti Galéria festményei a milánói templomok raktárában, in Brera Dispersa, Ed.Cariplo, Milánó, 1984
- Diego Sant'Ambrogio, Kutatások a Santa Maria di Brera lerombolt temploma és homlokzata körül, ASL, Milánó, 1891
- Aurora Scotti Tosini, Brera 1776-1815. Egy milánói kulturális intézmény születése és fejlődése, Quaderni di Brera sorozat, Ed. Centro Di, Firenze, 1979
- Rosalba Tardito, Brera. A Pinacoteca története és gyűjteményei, 20. évf. IV, Ed. Cantri, Milánó, 1986
- Roberto Ferrari (szerk.), Vado a Brera. Művészek, művek, műfajok, vásárlók a Brera Akadémia 19. századi kiállításain, Emilio Rizzi és Giobatta Ferrari művészeti és kulturális egyesület, Brescia, 2008

## Fordítás
Ez a szócikk részben vagy egészben  az   Accademia di belle arti di Brera című olasz Wikipédia-szócikk ezen változatának fordításán alapul.  Az eredeti cikk szerkesztőit annak laptörténete sorolja fel. Ez a jelzés csupán a megfogalmazás eredetét és a szerzői jogokat jelzi, nem szolgál a cikkben szereplő információk forrásmegjelöléseként.